# Grigorevo
Grigorevo (bulgariska: Григорево) är ett distrikt i Bulgarien.   Det ligger i kommunen Obsjtina Elin Pelin och regionen Sofijska oblast, i den västra delen av landet, 23 km öster om huvudstaden Sofia.
Trakten runt Grigorevo består till största delen av jordbruksmark. Runt Grigorevo är det ganska tätbefolkat, med 58 invånare per kvadratkilometer.